# Septfontaines
Septfontaines (luxemburguès Simmer, alemany Simmern) és una comuna i vila a l'est de Luxemburg, que forma part del cantó de Capellen. Comprèn les viles de Septfontaines, Greisch, Roodt-sur-Eisch, Simmerfarm, Simmerschmelz i Leesbach.

## Població
| Nacionalitat   | Població | %      |
| -------------- | -------- | ------ |
| Luxemburguesos | 528      | 67,95% |
| Forasters      | 249      | 32,05% |
| - Portuguesos  | 25       | 3,22%  |
| - Francesos    | 31       | 3,99%  |
| - Italians     | 11       | 1,42%  |
| - Belgues      | 63       | 8,11%  |
| - Alemanys     | 16       | 2,06%  |
| - Iugoslaus    | 57       | 7,34%  |
| - Altres       | 46       | 5,92%  |

## Evolució demogràfica
| Any        | Població |
| ---------- | -------- |
| 15/02/2001 | 777      |
| 01/01/2002 | 790      |
| 01/01/2003 | 798      |
| 01/01/2004 | 801      |
| 01/01/2005 | 789      |